# Markus Pille-Schowe

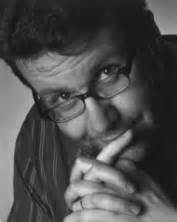

Markus Pille-Schowe (* 1963 in Steinfeld) ist ein deutscher Lehrer und Jugendbuchautor.

## Leben
Pille-Schowe ist Lehrer für die Fächer Deutsch und Englisch am privaten Gymnasium der Benediktiner in Meschede, sein Studium absolvierte er in Münster.
Unter dem Namen Markus Schowe schrieb er die Jugendbücher Flirtline, Egal wie  und Unter der Totenkopfflagge. Während die beiden erstgenannten Bücher Flirtline und Egal wie sich mit Jugendlichen in der heutigen Welt befassen, dreht sich Unter der Totenkopfflagge um die Abenteuer eines Dreizehnjährigen im frühen 18. Jahrhundert. Neben seiner Tätigkeit als Autor war Pille-Schowe auch schon als Nebendarsteller im 2005 von der ARD produzierten Fernsehfilm Dem Himmel sei Dank zu sehen. 
Pille-Schowe ist verheiratet und hat ein Kind, mit seiner Familie lebt er in Arnsberg im Sauerland.

## Werke
- Unter der Totenkopfflagge: die Abenteuer des Paul Pomeroy. Fischer Verlag, Frankfurt am Main, 2009, ISBN 978-3-596-80914-1
- Flirtline: wenn du dem Falschen vertraust. Fischer Verlag, Frankfurt am Main, 2008, ISBN 978-3-596-80759-8
- Egal wie: Doro will zum Fernsehen. Fischer Verlag, Frankfurt am Main, 2006, ISBN 978-3-596-80567-9 (auch in polnischer Sprache erschienen)